# Elina Löwensohn
Elina Löwensohn est une actrice américaine d'origine roumaine née le 11 juillet 1966 à Bucarest.

## Biographie
Après la mort de son père, ancien déporté d'un camp de concentration nazi, Elina Löwensohn quitte avec sa mère son pays natal à 14 ans pour s’installer aux États-Unis,. Elle obtient la nationalité américaine (elle parle anglais, français et roumain).
Elle étudie le théâtre à New York à l’école Playwrights Horizons (en) pour enchaîner trois films d'Hal Hartley (Theory of Achievement, Simple Men, Amateur)[réf. nécessaire], puis joue dans le film new-yorkais de vampire Nadja réalisé par Michael Almereyda et produit par David Lynch. Elle alterne films indépendants américains, tel que Basquiat de Julian Schnabel, et productions grand public tels que La Liste de Schindler de Steven Spielberg, ou un épisode de Seinfeld, The Gymnast (saison 6, épisode 6) en 1994.
Elle continue ses activités théâtrales avec Travis Preston et Richard Foreman avec Idiot savant où elle partage l'affiche avec Willem Dafoe.
Sa carrière se développe également en Europe avec des rôles dans des films comme Sombre de Philippe Grandrieux, La Sagesse des crocodiles  de Po-Chih Leong, Lourdes de Jessica Hausner, Vénus noire de Abdellatif Kechiche[réf. nécessaire].
En France (où elle vit désormais), elle joue au théâtre dans Le Cas de Sophie K, Le Livre d'or de Jan de Hubert Colas ou Contractions de Mike Bartlett, mis en scène par Mélanie Leray.
Avec le réalisateur Bertrand Mandico, dont la collaboration remonte à 2011, elle expérimente des interprétations diverses dans une série de courts ou moyens métrages.
Elle a également joué dans quatre longs métrages de Bertrand Mandico, Les Garçons sauvages, After Blue (Paradis sale), Conann et  Dragon Dilatation, où elle y développe des personnages atypiques.
En 2021, elle fonde la société de production Venin Films avec Yann Gonzalez, Bertrand Mandico et Flavien Giorda.
En 2022, elle réalise une trilogie de courts métrages sous le titre Rien ne sera plus comme avant, sélectionnés au festival de Locarno.

## Filmographie

### Cinéma

#### Longs métrages
- 1992 : Simple Men d'Hal Hartley : Elina
- 1992 : Another Girl Another Planet de Michael Almereyda : Mia
- 1993 : La Liste de Schindler (Schindler's List) de Steven Spielberg : Diana Reiter
- 1994 : Amateur de Hal Hartley : Sofia Ludens
- 1994 : Nadja de Michael Almereyda : Nadja
- 1995 : Flirt de Hal Hartley : une infirmière
- 1995 : Pictures of Baby Jane Doe de Paul Peditto : Lucinda
- 1996 : Basquiat de Julian Schnabel : Annina Nosei
- 1996 : I'm Not Rappaport de Herb Gardner (en) : Clara Lemlich
- 1997 : Mauvais Genre de Laurent Bénégui : Lucie
- 1997 : Le Silence de Rak de Christophe Loizillon : Lucie
- 1997 : Six ways to sunday d'Adam Bernstein : Iris
- 1999 : Pourquoi se marier le jour de la fin du monde ? de Harry Cleven
- 1999 : Sombre de Philippe Grandrieux : Claire
- 2000 : La Sagesse des crocodiles (The Wisdom of Crocodiles) de Po-Chih Leong : Anna Levels
- 2001 : Get Well Soon de Justin McCarthy : Cindy
- 2001 : Roberto Succo de Cédric Kahn : Françoise Cottaz (en photos)
- 2003 : Un tueur aux trousses (Quicksand) de John Mackenzie : Vannessa
- 2003 : Un long dimanche de fiançailles de Jean-Pierre Jeunet : la sœur de Günther
- 2004 : Doo Wop de David Lanzmann : Maya
- 2005 : Orlando Vargas de Juan Pittaluga : Alice
- 2005 : Dark Water de Walter Salles : la mère de Dahlia
- 2006 : Fay Grim de Hal Hartley : Bebe
- 2006 : Le Concile de pierre de Guillaume Nicloux : La mère Laura
- 2007 : Able Danger de Dave Herman : Kasia
- 2008 : De la guerre de Bertrand Bonello : Rachel
- 2009 : Romaine par moins 30 d'Agnès Obadia : Antonia
- 2009 : Lourdes de Jessica Hausner : Cécile
- 2010 : Vénus noire d'Abdellatif Kechiche : Jeanne
- 2011 : La guerre est déclarée de Valérie Donzelli : Alex
- 2015 : La Chambre interdite de Guy Maddin : Sœur
- 2015 : Peur de rien de Danielle Arbid : Bogdana
- 2015 : Miracolul din Tekir de Ruxandra Zenide : Lili
- 2016 : Suite armoricaine de Pascale Breton : Moon
- 2016 : La Jeune Fille sans mains de Sébastien Laudenbach : Voix de la déesse de l'eau
- 2017 : Laissez bronzer les cadavres de Hélène Cattet et Bruno Forzani : Luce
- 2018 : L'Apparition de Xavier Giannoli : Dr. de Villeneuve
- 2018 : Les Garçons sauvages de Bertrand Mandico : Séverine
- 2018: Un couteau dans le cœur de Yann Gonzalez : la mère de Guy
- 2019 : Simple Women de Chiara Malta : elle-même
- 2021 : After Blue (Paradis sale) de Bertrand Mandico : Zora
- 2023 : Conann de Bertrand Mandico : Rainer
- 2023 : Captives d'Arnaud des Pallières : Esther
- 2023 : La Bête de Bertrand Bonello : La voyante
- 2024 : Dragon Dilatation de Bertrand Mandico : Rainer / Copi
- 2025 : Don't Let Me Die (Nu mă lăsa să mor) d'Andrei Epure : Isabela Ivan

#### Courts métrages
- 1991 : Theory of Achievement de Hal Hartley
- 1993 : Geborenka d'Edwige Busson
- 1997 : The Other Also de Hal Hartley :
- 1997 : La Fiancée de Julien Cunillera : La fiancée
- 2002 : Portraits filmés de Valérie Mrejen
- 2003 : Je n'ai jamais tué personne d'Édouard Deluc : Magali
- 2003 : Intrusion d'Artemio Benki : Klara
- 2004 : Cneajna de Yannick Vallet
- 2004 : La Porte de Christine Marrou
- 2004 : Kitchen d'Alice Winocour : La femme
- 2005 : Teresa de Stéphane Raymond
- 2006 : Histoire tragique avec fin heureuse de Regina Pessoa : Voix
- 2006 : L'Immature d'Adrian Smith :
- 2006 : A peine s'était-elle endormie de Christine Marrou : Marion
- 2006 : The little cat is dead de Pierre Coré : Bettina
- 2007 : New Love de Laurence Coriat : Alma
- 2007 : L'Institutriste de Charles Costella et Alice de Poncheville : L'Institutrice
- 2008 : L'Âme du temps de Jan-Luck Levasseur et Elina Lowensöhn : La femme
- 2008 : D'une seule voix de Jean-Baptiste Beaudoin : Nadia
- 2009 : Regarder Oana de Sébastien Laudenbach : La voix d'Oana
- 2009 : Corpus/Corpus de Christophe Loizillon : La patiente de la psy
- 2010 : Vasco de Sébastien Laudenbach : Voix
- 2010 : Des rêves pour l'hiver d'Antoine Parouty : La mère de l'adolescent
- 2011 : Boro in the Box de Bertrand Mandico : La mère de Boro/ Walerian Borowczyk
- 2012 : Living Still Life de Bertrand Mandico : Fièvre
- 2013 : Prehistoric Cabaret de Bertrand Mandico
- 2014 : Souvenirs d'un montreur de seins de Bertrand Mandico : La voix du montreur de seins
- 2014 : S Sa Salam Salammbô de Bertrand Mandico :
- 2014 : Le Refuge d'Elliot Thomson : Marielle
- 2015 : Notre-Dame des hormones de Bertrand Mandico : Lune
- 2015 : Haldernablou - Triptyque de Tom de Pékin :
- 2015 : Y a-t-il une vierge encore vivante ? de Bertrand Mandico : Jeanne D
- 2016 : Féminisme, rafale et politique de Bertrand Mandico : La femme
- 2016 : Depressive Cop de Bertrand Mandico : La mère et la fille
- 2017 : Petite fille timide de Bertrand Mandico : Les petites filles
- 2018 : Ultra Pulpe de Bertrand Mandico : Joy d'Amato
- 2020 : The Return Of Tragedy de Bertrand Mandico : La chanteuse
- 2021 : Dead Flash de Bertrand Mandico : La photographe et son modèle
- 2022 : The Last Cartoon (Nonsense, Optimistic, Pessimistic) de Bertrand Mandico : La Diva
- 2022 : Rien ne sera plus jamais comme avant d'Elina Löwensohn, trilogie de courts métrages
- 2023 : Pétrouchka de Bertrand Mandico : Copi
- 2023 : Nous les Barbares de Bertrand Mandico : Rainer
- 2023 : Rainer, a Vicious Dog in Wkull Valley de Bertrand Mandico : Rainer
- 2023 : L'Emission a déjà commencé de Bertrand Mandico : Chapelier
- 2024 : La Déviante comédie de Bertrand Mandico : Rainer

### Télévision
- 1994 : Seinfeld, saison 6, épisode 6 The Gymnast (série) : Katya
- 1995 : My Antonia de Joseph Sargent (téléfilm) : Antonia Shimerda
- 1997 : In the Presence of Mine Enemies de Joan Micklin Silver (téléfilm) : Rachel Heller
- 1998 : Konferenz der Tiere de John Stephenson (téléfilm) : Gisela Netzgiraffe (voix)
- 2001 : The Bill, saison 17, épisode 5 Common Language (série) : Natasha Ivanova
- 2004 : Sex Traffic de David Yates (téléfilm) : Maria Danielski
- 2005 : Combat pour la justice (Hunt for Justice) de Charles Binamé (téléfilm) : Marijana Odzak
- 2006 : Sable noir, épisode 3 En attendant le bonheur de Harry Cleven (série) : Norma
- 2007 : Les Diablesses de Harry Cleven (téléfilm) : Maria Delmouly
- 2008 : Corps perdus d'Alain Brunard (téléfilm) : Ewa
- 2010 : J'étais à Nüremberg d'André Chandelle (téléfilm) : Nina
- 2011 : Le Choix d'Adèle d'Olivier Guignard (téléfilm) : Vlora
- 2013 : 15 jours ailleurs de Didier Bivel (téléfilm) : Professeur Adamovitctz
- 2021 : H24 de Nathalie Masduraud et Valérie Urréa, épisode 3, 09h - Revenge Porn (série)
- 2022-2024 : Parlement de Noé Debré (série) : Carmen Saru, directrice pour la politique maritime et l'économie bleue de la Commission Européenne
- 2024 : Jibé et Lucien en coulisses (mini-série) : Andrea

### Clip
- 2016 : Catherine The Great[8] (single du album du groupe The Divine Comedy, Foreverland) de Raphaël Neal[8] : Catherine
- 2019 : Niemand[9] (single du premier album du groupe Kompromat, Traum und Existenz[10]) de Bertrand Mandico : Margit Toth

## Théâtre
- 1992 : Democracy in America de Travis Preston (Yale Repertory)
- 1992 : Twelfth Night  de Travis Preston (Indiana Repertory)
- 1994 : Roberto Zucco de Travis Preston (Cucaracha Theatre)
- 1996 : Soon de Hal Hartley (County Arts Theatre)
- 2003 : Panic de Richard Foreman (Hysteric Theatre)
- 2003 : King Lear de Travis Preston (Cal Arts Theatre)
- 2006 : L'Invention de la girafe de Benoît Bradel (théâtre de Chaillot)
- 2006 : Le Cas de Sophie K de Jean-François Peyret et Luc Steels (Théâtre de Chaillot - Festival d'Avignon)
- 2008 : T'as Bougé, Requiem pour un enfant sage de Franz Xaver Kroetz, mise en scène Mikaël Serre (Next festival, La Rose des vents...)
- 2009 : Cible Mouvante de Marius von Mayenburg, mise en scène Mikaël Serre (La Condition publique, Festival Perspectives)
- 2009 :  Idiot savant de  Richard Foreman (Public Theatre)
- 2009 : Le Livre d'or de Jan de Hubert Colas (Turin et Festival d'Avignon)
- 2012 : Contractions de Mike Bartlett, mise en scène Mélanie Leray, théâtre national de Bretagne

### Réalisation
- 2008 : L'Âme du temps de Jan-Luck Levasseur et Elina Löwensohn
- 2022 : Rien ne sera plus jamais comme avant d'Elina Löwensohn, trilogie de courts métrages, sélection officielle au Festival de Locarno

## Musique et textes
Elle a chanté avec Mono Puff, groupe new-yorkais créé par John Flansburgh.
Elle participe, depuis 2013, à la revue littéraire Kanyar.

## Distinctions
Elle reçoit le prix d'honneur du FICX 2022, au festival international de Gijon, en tant que figure-clé du cinéma indépendant américain des années 1990.